# (30019) 2000 DD
A (30019) 2000 DD a Naprendszer kisbolygóövében található aszteroida. A LINEAR program keretein belül fedezték fel 2000. február 16-án.

## Kapcsolódó szócikk
- Kisbolygók listája (30001–30500)